# Fontaine-lès-Clerval
Fontaine-lès-Clerval är en kommun i departementet Doubs i regionen Bourgogne-Franche-Comté i östra Frankrike. Kommunen ligger i kantonen Clerval som tillhör arrondissementet Montbéliard. År 2022 hade Fontaine-lès-Clerval 259 invånare.

## Befolkningsutveckling
Antalet invånare i kommunen Fontaine-lès-Clerval
Referens:INSEE